# Diplaspis nivis
Diplaspis nivis là một loài thực vật có hoa trong họ Hoa tán. Loài này được ined. mô tả khoa học đầu tiên.